# Paramelanauster flavosparsus
Paramelanauster flavosparsus là một loài bọ cánh cứng trong họ Cerambycidae.